# Plourin-lès-Morlaix
Plourin-lès-Morlaix (en bretó Plourin-Montroulez) és un municipi francès, situat a la regió de Bretanya, al departament de Finisterre. L'any 2006 tenia 4.514 habitants. El consell municipal ha aprovat la carta Ya d'ar brezhoneg.

## Demografia
| 1962                                       | 1968  | 1975  | 1982  | 1990  | 1999  |
| ------------------------------------------ | ----- | ----- | ----- | ----- | ----- |
| 2.008                                      | 2.348 | 3.649 | 4.311 | 4.176 | 4.250 |
| Des de 1962: població sense dobles comptes |       |       |       |       |       |

## Administració
| Període | Identitat       | Partit |
| ------- | --------------- | ------ |
| 2001-   | Jacques Brigant | PS     |